# Sand!
Sand! er en amerikansk stumfilm fra 1920 af Lambert Hillyer.

## Medvirkende
- William S. Hart som Dan Kurrie
- Mary Thurman som Margaret Young
- G. Raymond Nye som Joseph Garber
- Patricia Palmer som Josie Kirkwood
- Bill Patton som Pete Beckett
- S. J. Bingham